# Gare de Port-Bail
Gare de Port-Bail vasútállomás Franciaországban, Portbail településen.

## Vasútvonalak
Az állomást az alábbi vasútvonalak érintik:
- Train Touristique du Cotentin

## Kapcsolódó állomások
A vasútállomáshoz az alábbi állomások vannak a legközelebb:
- Gare de Barneville